# Apanteles adrianaguilarae
Apanteles adrianaguilarae (лат.) — вид мелких наездников рода Apanteles из подсемейства Microgastrinae семейства бракониды (Braconidae). Обнаружены в Центральной Америке: Коста-Рика.

## Описание
Мелкого размера перепончатокрылые насекомые: длина тела от 2,7 до 3 мм, длина переднего крыла около 3 мм. Основная окраска тёмно-коричневая. Коготки лапок простые. Соотношение длины и ширины птеростигмы: 3,1-3,5. Паразитируют на бабочках из семейства Листовёртки (Tortricidae), Anacrusis nephrodes. Вид был впервые описан в 2014 году канадским энтомологом Хосе Фернандес-Триана (Jose L. Fernández-Triana; Department of Integrative Biology and the Biodiversity Institute of Ontario, Университет Гелфа, Гелф, Онтарио, Канада) и назван в честь Адрианы Агиляр (Adriana Aguilar; ACG Programa Forestal)
.